# Ravenia pseudalterna
Ravenia pseudalterna är en vinruteväxtart som beskrevs av Adolpho Ducke. Ravenia pseudalterna ingår i släktet Ravenia och familjen vinruteväxter. Inga underarter finns listade i Catalogue of Life.